# سولفات وانادیم (III)
سولفات وانادیم(III) (به انگلیسی: Vanadium(III) sulfate) با فرمول شیمیایی V۲(SO۴)۳ یک ترکیب شیمیایی با شناسه پاب‌کم ۱۶۶۸۸۸ است. که جرم مولی آن 390.074 g/mol می‌باشد. شکل ظاهری این ترکیب، پودر زرد است.